# NGC 3783

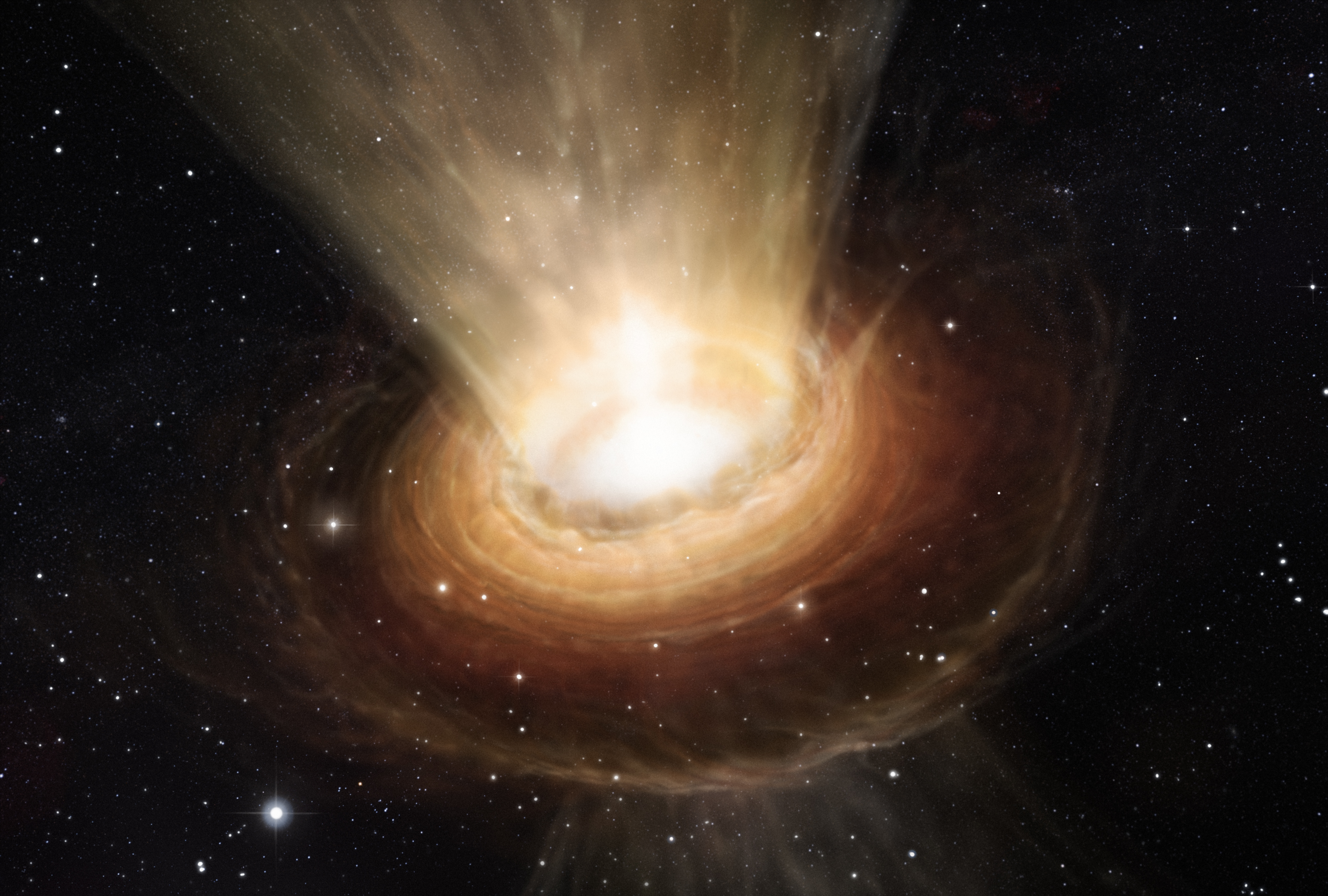
Ảnh phát họa những gì bao quanh lỗ đen siêu khối lượng của NGC 3783

NGC 3783 là tên của một thiên hà xoắn ốc có thanh chắn nằm trong chòm sao Nhân Mã. Khoảng cách của thiên hà này với trái đất của chúng ta là khoảng xấp xỉ 135 triệu năm ánh sáng. Nó nghiêng một góc 23° với điểm nhìn từ trái đất dọc theo góc vị trí 163°. Phân loại hình thái học của nó là SBa, tức là nó có một thanh chắn băng qua vùng trung tâm (B) và cách nhánh xoắn ốc của nó xoắn rất chặt (a). Mặc dù không thấy cấu trúc đai trong bao bọc lấy thanh chắn, nhưng các nhà nghiên cứu vẫn khẳng định sự tồn tại của nó. Nhân thiên hà của nó thì là nhân thiên hà hoạt động và thiên hà này được phân loại là thiên hà Seyfert loại 1. Nhân thiên hà này phát ra tia X rất mạnh và trải qua nhiều biến thể của sự phát ra tia X thông qua quang phổ điện từ.
Nguồn gốc của hoạt động trong thiên hà là do một lỗ đen siêu khối lượng đang quay với tốc độ cao, nằm ở lõi và được bao quanh bởi 1 đĩa bồi tụ cấu tạo từ bụi. Khối lượng xấp xỉ của lỗ đen này là khoảng 8,7 triệu ([8.7 ± 1.1] × 106) lần khối lượng mặt trời. Các quan sát đo giao thoa cho thấu cấu trúc đai bên trong vối bán kính 0.52 ± 0.16 năm ánh sáng.
Nó là thành viên của một nhóm thiên hà có liên kết lỏng lẻo là nhóm NGC 3783.

## Dữ liệu hiện tại
Theo như quan sát, đây là thiên hà nằm trong chòm sao Xử Nữ và dưới đây là một số dữ liệu khác:
Xích kinh 11h 39m 01.721s
Độ nghiêng –37° 44′ 18.60″
Giá trị dịch chuyển đỏ 0.008506 ± 0.000100
Cấp sao biểu kiến 13.43
Vận tốc xuyên tâm +2,817 km/s
Kích thước biểu kiến 1′.9 × 1′.7
Loại thiên hà SBa